# 뻐꾸기 (1930년 영화)
뻐꾸기(The Cuckoos)는 미국에서 제작된 폴 슬로안 감독의 1930년 영화이다. 버트 휠러 등이 주연으로 출연하였고 윌리엄 레바론 등이 제작에 참여하였다.

## 출연

### 주연
- 버트 휠러
- 로버트 울시

### 조연
- 준 클라이드
- 도로시 리
- 이반 레베데프
- 밋첼 루이스
- 조비너 하우랜드

## 제작진
- 원작자: 가이 볼튼
- 원작자: 해리 루비
- 원작자: 버트 캘마
- 의상: 맥스 리